# Дойл (Вісконсин)
Дойл (англ. Doyle) — місто (англ. town) в США, в окрузі Беррон штату Вісконсин. Населення — 490 осіб (2020).

## Демографія
Згідно з переписом 2010 року, у місті мешкали 453 особи в 186 домогосподарствах у складі 142 родин. Було 215 помешкань
Расовий склад населення:
| - 98,7 % — білих - 0,2 % — чорних або афроамериканців - 0,2 % — азіатів |

До двох чи більше рас належало 0,0 %. Частка іспаномовних становила 0,9 % від усіх жителів.
За віковим діапазоном населення розподілялося таким чином: 21,0 % — особи молодші 18 років, 63,3 % — особи у віці 18—64 років, 15,7 % — особи у віці 65 років та старші. Медіана віку мешканця становила 45,6 року. На 100 осіб жіночої статі у місті припадало 105,9 чоловіків;  на 100 жінок у віці від 18 років та старших — 101,1 чоловіків також старших 18 років.
Середній дохід на одне домашнє господарство  становив 85 718 доларів США (медіана — 69 167), а середній дохід на одну сім'ю — 100 332 долари (медіана — 80 500). Медіана доходів становила 46 250 доларів для чоловіків та 35 357 доларів для жінок. За межею бідності перебувало 5,1 % осіб, у тому числі 0,0 % дітей у віці до 18 років та 10,5 % осіб у віці 65 років та старших.
Цивільне працевлаштоване населення становило 285 осіб. Основні галузі зайнятості: виробництво — 25,6 %, освіта, охорона здоров'я та соціальна допомога — 18,6 %, роздрібна торгівля — 13,3 %, будівництво — 10,9 %.